# Переміжність

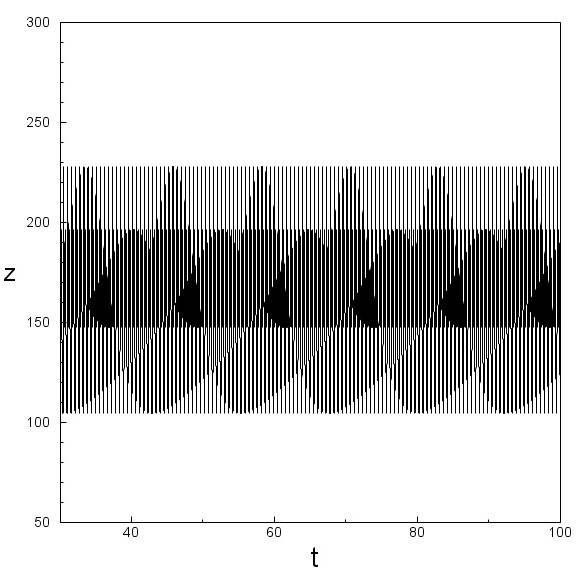
Періодичний розв'язок системи Лоренца при

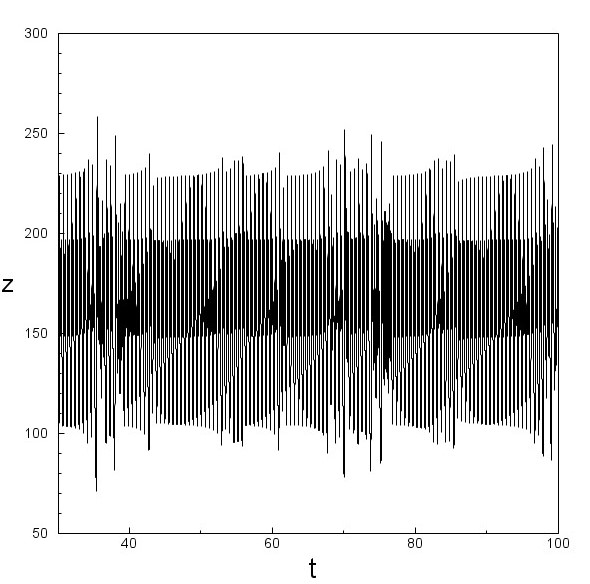
Переміжність в системі Лоренца при

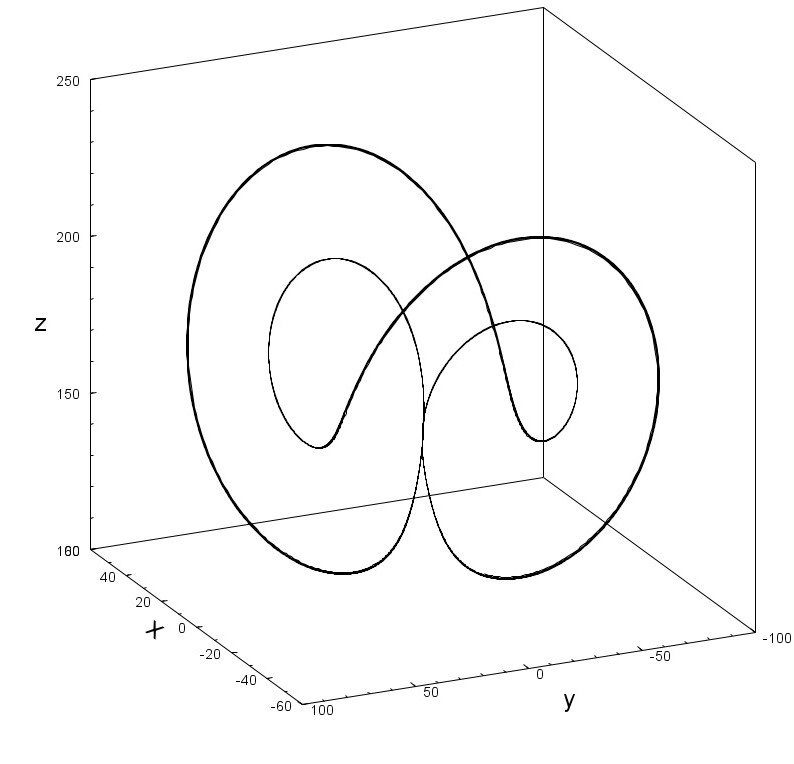
Граничний цикл в системі Лоренца до біфуркації переміжності

У теорії динамічних систем переміжністю називається нерегулярне чергування майже періодичної та хаотичної динаміки.

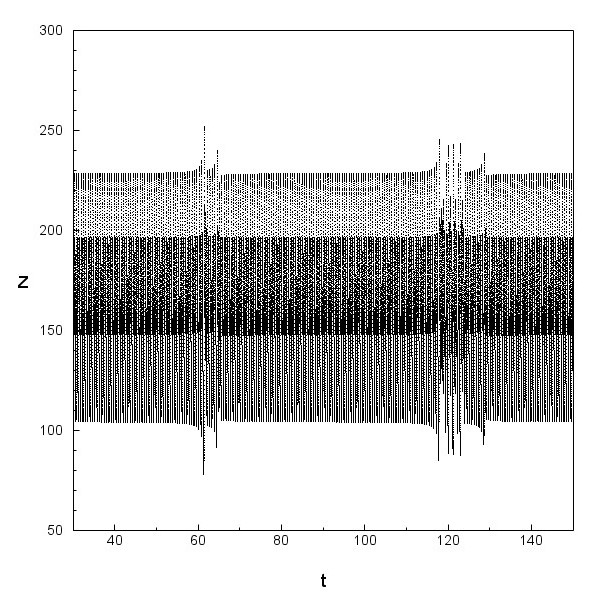
Переміжність в системі Лоренца при

На практиці сценарій переміжності проявляється як довготривалі ділянки майже періодичної динаміки (їх називають ламінарною фазою), які перериваються хаотичними сплесками (турбулентна фаза). При зміні біфуркаційного параметру тривалість  ламінарних фаз зменшується, а кількість турбулентних — збільшується. На рисунку нижче зображено типову реалізацію переходу від регулярної до хаотичної динаміки через переміжність в системі Лоренца. Періодичний розв'язок, якому відповідає граничний цикл у фазовому просторі при збільшенні біфуркаційного параметра зникає і на його місці з'являється майже періодична динаміка із хаотичними сплесками, кількість яких збільшується разом зі збільшенням біфуркаційного параметра.
В контексті динамічних систем термін "переміжність'' набув популярності після публікації в 1980 р. роботи французьких вчених Помо та Манневілля.

## Механізм виникнення переміжності
Виникнення цього ефекту в динамічних системах пов'язано із дотичною біфуркацією і утворенням "коридору'', проходження якого займає велику кількість часу, при чому чим менший цей "коридор'', тим довше траєкторія знаходиться в ньому. Для кращої демонстрації цього ефекту розглянемо дискретне відображення:{\displaystyle x'=\varepsilon +x+x^{2}}
де {\displaystyle \varepsilon } — параметр. При від'ємних значеннях параметру у цього відображення є дві нерухомі точки. Коли {\displaystyle \varepsilon =0} вони зливаються в одну, а при подальшому збільшенні параметру зникають і на їх місці утворюється коридор.
При малих додатніх значеннях параметру проходження через коридор займає велику кількість кроків, а саме значення {\displaystyle x} змінюється дуже слабо. І це дозволяє перейти від дискретного до наступного диференціального рівняння:
{\displaystyle {\dot {x}}=\varepsilon +x^{2}}
При {\displaystyle \varepsilon =0} це рівняння легко інтегрується
{\displaystyle x=-{\frac {x_{0}}{1-tx_{0}}}=F_{t}(x_{0})}
Ця функція визначає оператор еволюції за час.
Нехай тепер {\displaystyle \varepsilon =0}, тоді маємо
{\displaystyle x(t)={\frac {x_{0}+{\sqrt {\varepsilon }}\tan(t{\sqrt {\varepsilon }})}{1-x_{0}{\frac {1}{\sqrt {\varepsilon }}}\tan(t{\sqrt {\varepsilon }})}}=F_{t}(x_{0},\varepsilon )}
Оскільки нас цікавить вивчення цього відображення для малих значень параметру, то ми можемо розкласти цю функцію в ряд Тейлора по степенях {\displaystyle \varepsilon }
{\displaystyle F_{t}(x,\epsilon )={\frac {x}{1-xt}}+\varepsilon t{\frac {1-xt+x^{2}t^{2}/3}{(1-xt)^{2}}}+O(\varepsilon ^{2})=x'.}
Тепер відкинемо доданки вищих порядків малості і введемо заміну {\displaystyle x={\frac {X}{t}}}. Маємо
{\displaystyle X'={\frac {X}{1-X}}+\varepsilon t^{2}{\frac {1-X+X^{2}/3}{(1-X)^{2}}}}
Тут ми бачимо як залежить значення змінної від проміжку часу {\displaystyle t} та величини коридору. Видно, що це значення залежить лише від параметру {\displaystyle \varepsilon }{\displaystyle t^{2}}. З чого робиться висновок про характер залежності тривалості проходження через коридор від його величини. Тобто зі збільшенням параметра збільшується тривалість проходження коридору. З чого робиться висновок про характер залежності тривалості проходження через коридор від його величини. Тобто зі збільшенням параметра {\displaystyle \varepsilon } збільшується тривалість проходження коридору.

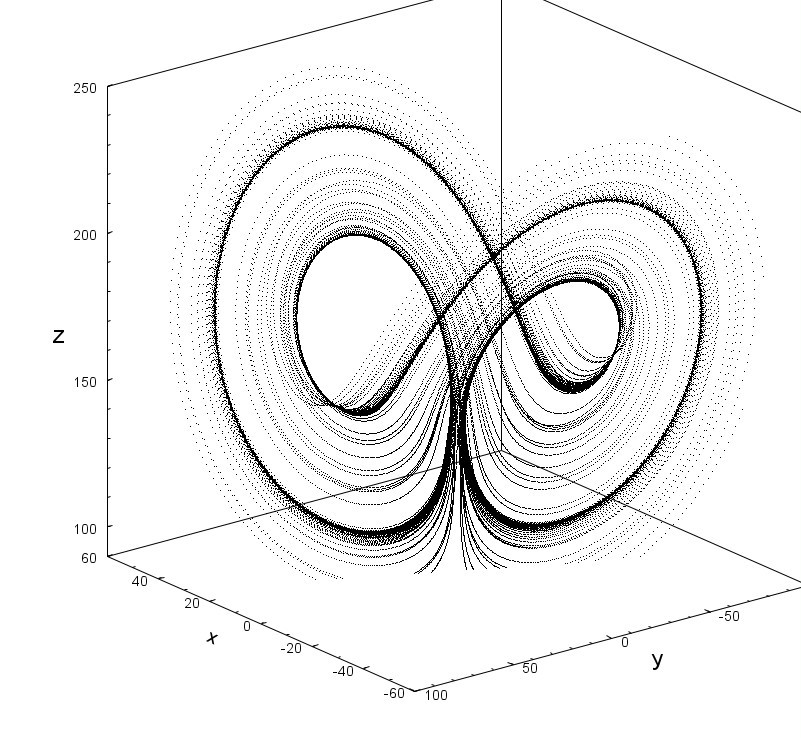
Хаотичний атрактор, утворений після біфуркації

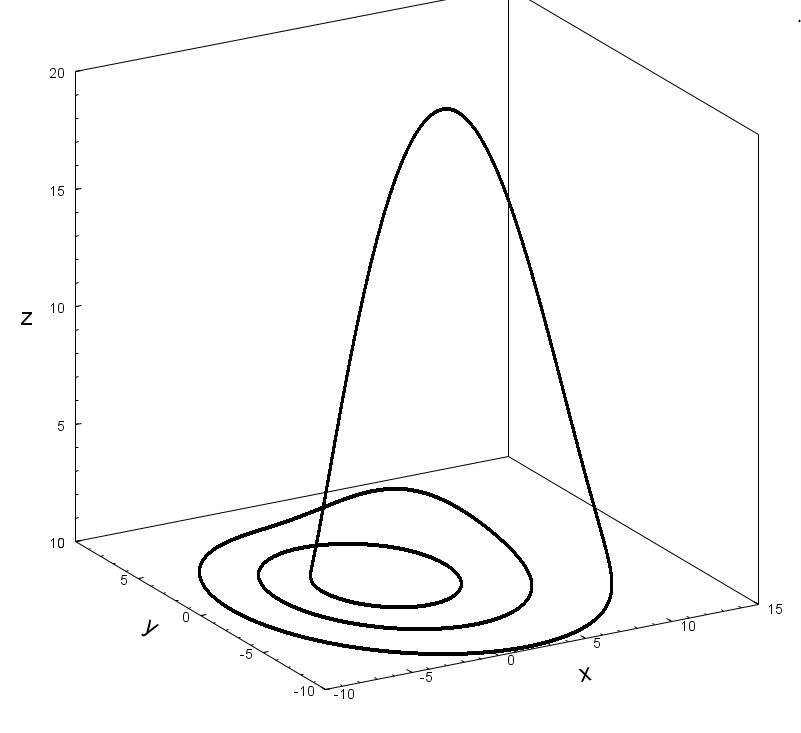
Граничний цикл в системі Ресслера

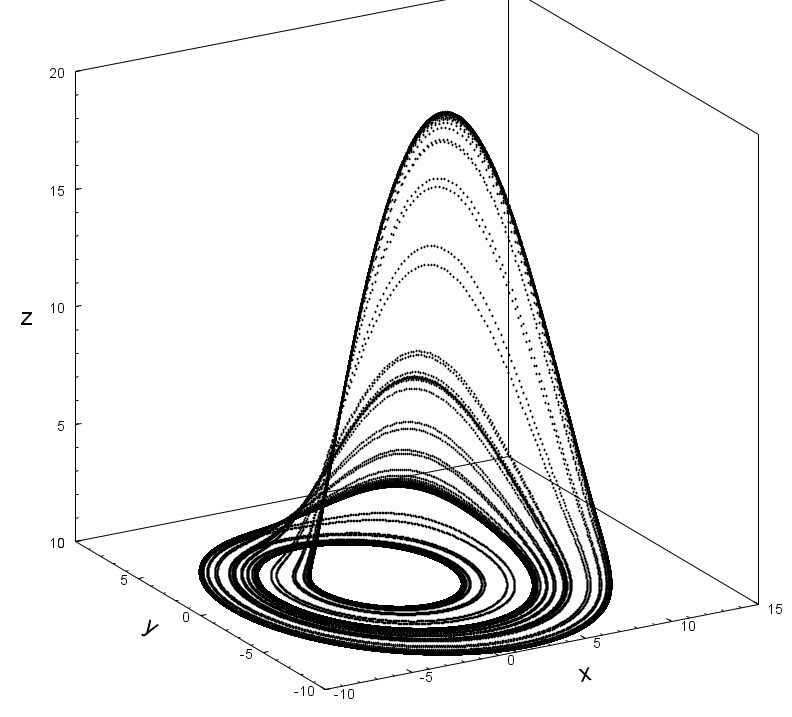
Хаотичний атрактор після біфуркації

Варто зазначити, що дане відображення не демонструє сценарій переміжності в повному обсязі, це модельний приклад, покликаний продемонструвати механізм виникнення переміжності. А саме утворення, в наслідок дотичної біфуркації, коридору. Проходження зображальної точки через коридор відповідає перебігу ламінарної фази. Але суттєва відмінність полягає в тому, що після виходу з коридору в цьому відображенні траєкторія необмежено прямує в нескінченність. Тоді як в складніших динамічних системах, що демонструють сценарій переміжності відбувається явище реінжекції. Траєкторія деякий невеликий проміжок часу знаходиться за межами коридору — так звана турбулентна фаза переміжності, після чого знову повертається в коридор.

## Приклади

### Система Лоренца[3]
Вперше переміжність в фізичній системі була описана в роботі І.Помо та П. Манневілля для системи Лоренца
{\displaystyle {\begin{cases}{\dot {x}}=\sigma (y-x),\\{\dot {y}}=x(r-z)-y,\\{\dot {z}}=xy-bz.\end{cases}}}
Тут {\displaystyle r} — число Релея, {\displaystyle \sigma } — число Прандтля, {\displaystyle b} — параметр, пов'язаний із геометрією конвекційної комірки.
Вони розглядали проміжок значення параметру {\displaystyle 166<r<166{,}2}.
При значенні параметра {\displaystyle r=166} в системі інсує стійкий періодичний розв'язок (граничний цикл), але вже при {\displaystyle r=166{,}1} він перетворюється на хаотичний атрактор. На рисунках можна бачити, що в хаотичному атракторі зображальна точка значну частину часу проводить рухаючись по траєкторії, що нагадує зниклий граничний цикл, але іноді зривається і відходить у віддалені області фазового простору. Це нагадує поведінку дискретної системи, яка розглядалась в попередньому пункті. Можна продовжити цю аналогію і розглянути відображення Пуанкаре. Аналогічно до дискретного випадку, після проходження точки біфуркації виникає коридор, який збільшується при подальшому збільшенні біфуркаційного параметру.
Проте, варто зауважити, що тут зображено тільки фрагмент відображення Пуанкаре, з метою демонстрації аналогії до дискретного модельного випадку. Повне відображення Пуанкаре має значно складніший вигляд, який і забезпечує явище реінжекції (повернення траєкторії в коридор).

Відображення Пуанкаре
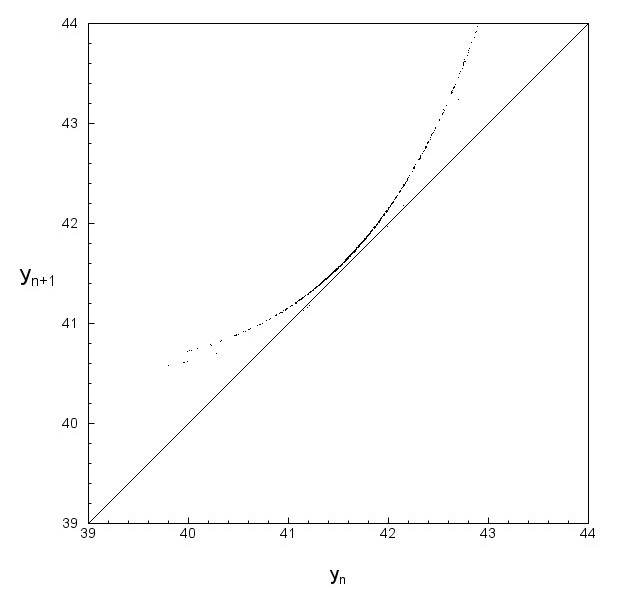
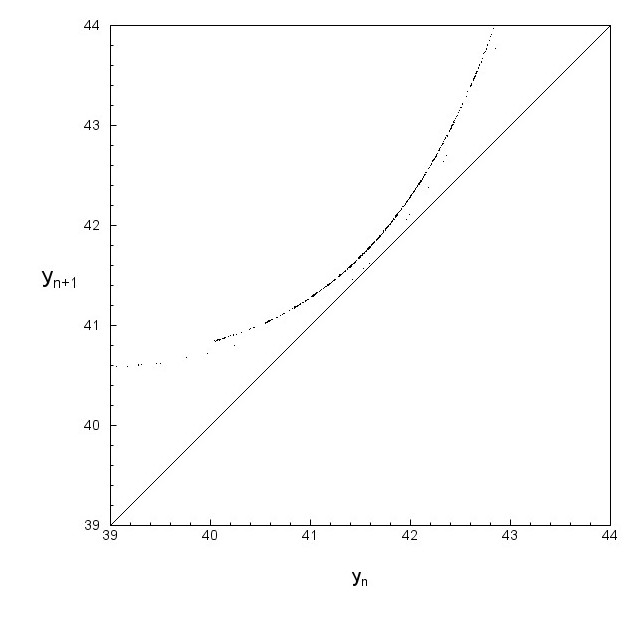
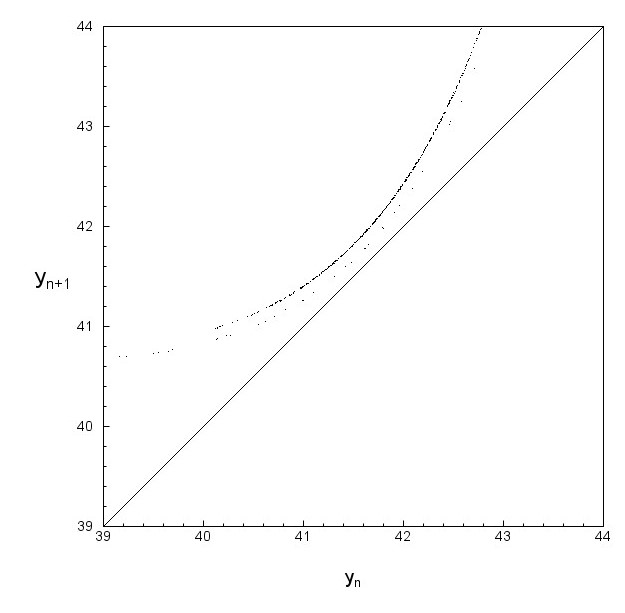

- {\displaystyle r=166{,}1}
- {\displaystyle r=166{,}2}
- {\displaystyle r=166{,}3}

### Система Ресслера[5]
Ще одна класична для досліджень в галузі нелінійної динаміки система Ресслера. Це система диференціальних рівнянь
{\displaystyle {\begin{cases}{\dot {x}}=-y-z,\\{\dot {y}}=x+ey,\\{\dot {z}}=f+xz-mz,\end{cases}}}
де {\displaystyle x,y,z} — фазові змінні. {\displaystyle e,f,m} — деякі параметри.
При значеннях {\displaystyle e=f=0{,}2,m=5{,}19} в системі існує граничний цикл, але при {\displaystyle m=5{,}1849} видно результат біфуркації — хаотичний атрактор. Це типова ситуація для сценарію переміжності. Тут видно суцільну чорну частину портрету — це ламінарна фаза, в цій частині атрактора траєкторія проводить більшу частину часу. А також видно окремі точки — турбулентна фаза, це непердбачувані короткотривалі сплески.

## Узагальнення сценарію переміжності
В останні деситліття з'явилися описи нових сценаріїв переходу до хаосу.

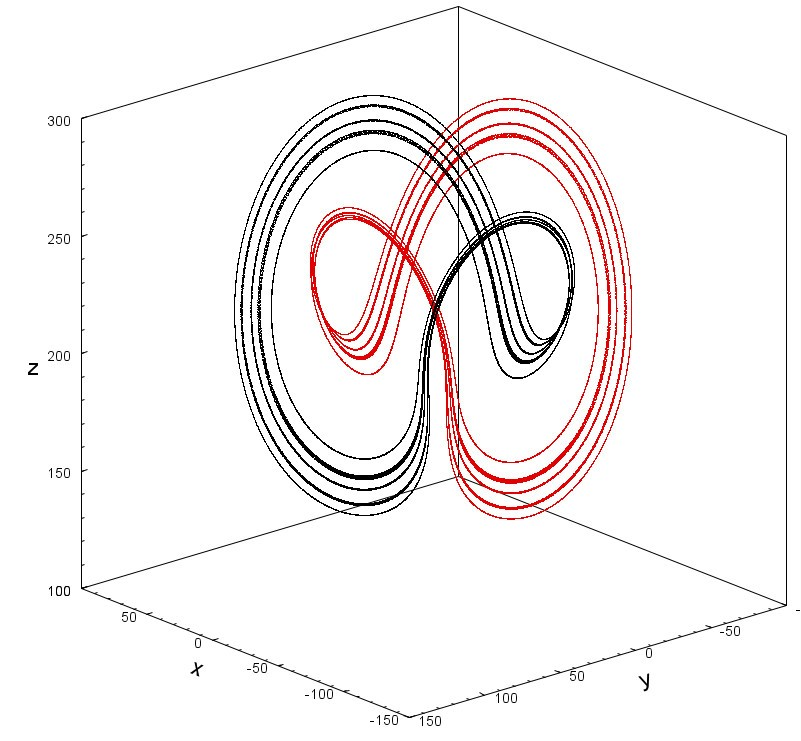
Хаотичний атрактор в системі Лоренца

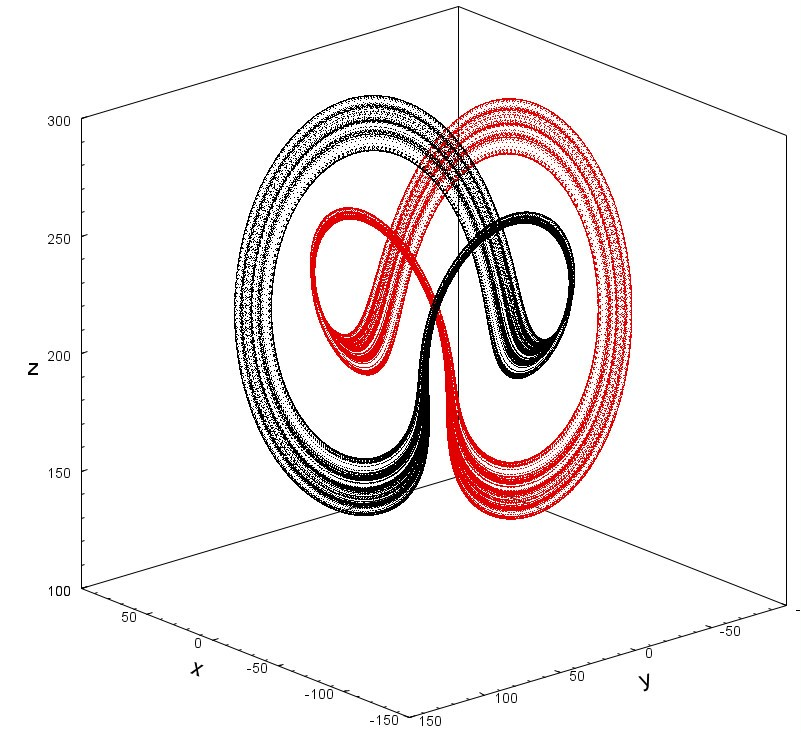
Хаотичний атрактор, що утворюється після біфуркації узагальненої переміжності

Зокрема, в роботах О. Ю. Швеця і Т. С. Краснопольскої  в неідеальних системах було виявлено біфуркації в деякому сенсі схожі на типовий сценарій переміжності.
Але на відміну від класичної переміжності, де в наслідок біфуркації з граничного циклу утворюється хаотичний атрактор.
У так званому сценарії узагальненої переміжності перехід відбувається між двома хаотичними атракторами різних типів.
Після біфуркації зображальна точка продовжує рух по траекторії, що нагадує зниклий, в наслідок біфуркації, хаотичний атрактор (груболамінарна фаза узагальненої переміжності), але, аналогічно до класичної переміжності, в непередбачувані моменти часу зривається і відходить у віддалені області фазового простору(турбулентна фаза).
Цікаво що, цей, на перший погляд, екзотичний сценарій реалізується не тільки в складних системах, порівняно великої розмірності.
Узагальнену переміжність можна зустріти, наприклад, в добре відомій системі Лоренца.

Тут, при {\displaystyle r=211{,}46} в системі існує хаотичний атрактор (пара симетричних хаотичних атракторів).

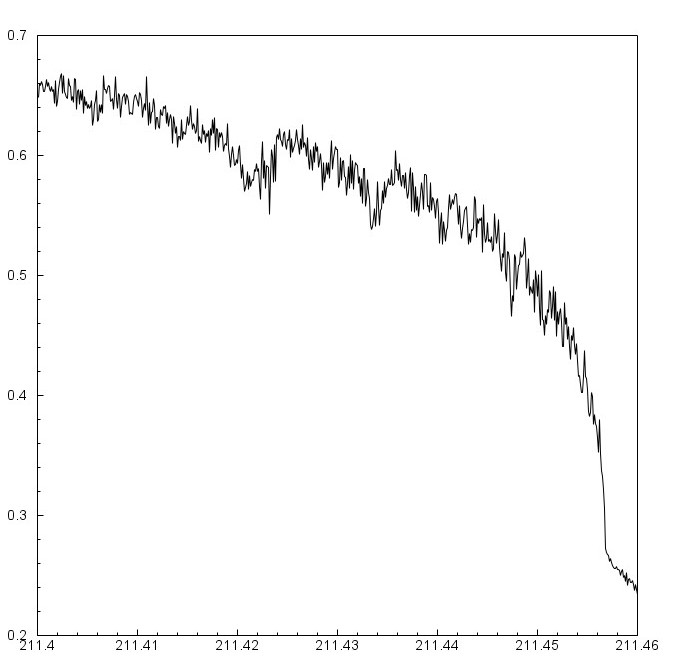
Графік старшого ненульового ЛХП

Те, що він дійсно хаотичний можна побачити на графіку залежності старшого ляпуновського показника (далі ЛХП) від параметру. Як відомо, додатність старшого ЛХП є одним іх найголовніших ознак хаотичної природи динаміки. І внаслідок біфуркації узагальненої переміжності при {\displaystyle r=211{,}44} утворюється інший хаотичний атрактор.
Він якісно схожий на зниклий хаотичний атраткор, що існував в системі до біфуркації, але рух траєкторії по ньому складається з двох фаз.Більшу частину часу траєкторія рухається в області, де знаходився зниклий хаотичний атрактор, це так звана груболамінарна фаза узагальненої переміжності. Але іноді, в непередбачувані моменти часу траєкторія зривається і відходить у віддалені області фазового простору (на рисунках їм відповідають окремі точки), це турбулентна фаза.
Ще одна характерна риса як для класичного сценарію переміжності, так і для узагальненої переміжності — це стрімке зростання старшого ЛХП, що на якісному рівні означає збільшення швидкості розбігання близьких траєкторій, тобто «збільшення хаотичності» режиму, що реалізується в системі.